# 10324 Vladimirov
A 10324 Vladimirov (ideiglenes jelöléssel 1990 VB14) a Naprendszer kisbolygóövében található aszteroida. Ljudmila Georgijevna Karacskina fedezte fel 1990. november 14-én.